# Pakunden (Ponorogo)
Pakunden is een bestuurslaag in het regentschap Ponorogo van de provincie Oost-Java, Indonesië. Pakunden telt 2911 inwoners (volkstelling 2010).